# Janusz Połeć
Janusz Bronisław Połeć (ur. 23 września 1939, zm. 9 kwietnia 2023) – polski brydżysta, Arcymistrz Światowy (PZBS), World Life Master (WBF), European Master, European Champion w kategorii Seniors (EBL), odznaczony złotą odznaką PZBS (2011).

## Wyniki brydżowe

### Rozgrywki krajowe
W rozgrywkach krajowych zdobywał następujące lokaty:
| Drużynowe mistrzostwa Polski | Drużynowe mistrzostwa Polski | Drużynowe mistrzostwa Polski |
| Sezon                        | Drużyna                      | Pozycja                      |
| ---------------------------- | ---------------------------- | ---------------------------- |
| 1996                         | UNTS Warszawa                | 1                            |
| 1995                         | UNTS Warszawa                | 3                            |
| 1994                         | UNTS Warszawa                | 1                            |
| 1992/93                      | UNTS Warszawa                | 1                            |
| 1990/91                      | UNTS Warszawa                | 3                            |
| 1983/84                      | Marymont Warszawa            | 2                            |
| 1982/83                      | Marymont Warszawa            | 1                            |
| 1979/80                      | Marymont Warszawa            | 2                            |
| 1978/79                      | Marymont Warszawa            | 1                            |
| 1978                         | Marymont Warszawa            | 1                            |
| 1977                         | Marymont Warszawa            | 1                            |
| 1976                         | Marymont Warszawa            | 3                            |
| 1975                         | Budowlani Poznań             | 1                            |
| 1973                         | Marymont Warszawa            | 1                            |
| 1971                         | Orzeł Warszawa               | 3                            |

| Mistrzostwa Polski par | Mistrzostwa Polski par | Mistrzostwa Polski par | Mistrzostwa Polski par |
| Rok                    | Kategoria              | Partner                | Pozycja                |
| ---------------------- | ---------------------- | ---------------------- | ---------------------- |
| 1997                   | Open                   | Krzysztof Gwis         | 1                      |
| 1995                   | Seniorzy               | Krzysztof Gwis         | 1                      |
| 1972                   | Open                   | Jan Jeżowski           | 3                      |

| Mistrzostwa Polski teamów | Mistrzostwa Polski teamów | Mistrzostwa Polski teamów | Mistrzostwa Polski teamów |
| Rok                       | Typ                       | Kategoria                 | Pozycja                   |
| ------------------------- | ------------------------- | ------------------------- | ------------------------- |
| 1990                      | IMP                       | Open                      | 1                         |
| 1986                      | IMP                       | Open                      | 1                         |
| 1983                      | IMP                       | Open                      | 1                         |

| Mistrzostwa Polski indywidualne | Mistrzostwa Polski indywidualne | Mistrzostwa Polski indywidualne | Mistrzostwa Polski indywidualne |
| Rok                             | Kategoria                       | Pozycja                         |                                 |
| ------------------------------- | ------------------------------- | ------------------------------- | ------------------------------- |
| 1999                            | Open                            | 1                               |                                 |

### Zawody światowe
W światowych zawodach zdobył następujące lokaty:
| Mistrzostwa Świata. Konkurencja teamów | Mistrzostwa Świata. Konkurencja teamów | Mistrzostwa Świata. Konkurencja teamów | Mistrzostwa Świata. Konkurencja teamów | Mistrzostwa Świata. Konkurencja teamów | Mistrzostwa Świata. Konkurencja teamów |
| Rok                                    | Miejsce                                | Zawody                                 | Kategoria                              | Drużyna                                | Pozycja                                |
| -------------------------------------- | -------------------------------------- | -------------------------------------- | -------------------------------------- | -------------------------------------- | -------------------------------------- |
| 1994                                   | Albuquerque                            | 9. Mistrzostwa Świata                  | Seniorzy                               | Pochroń                                | 8                                      |
| 1994                                   | Albuquerque                            | 9. Mistrzostwa Świata                  | Open                                   | Połeć                                  | 33                                     |
| 1978                                   | Nowy Orlean                            | 5. Mistrzostwa Świata                  | Open                                   | Frenkiel                               | 1                                      |

| Mistrzostwa Świata. Konkurencja par | Mistrzostwa Świata. Konkurencja par | Mistrzostwa Świata. Konkurencja par | Mistrzostwa Świata. Konkurencja par | Mistrzostwa Świata. Konkurencja par | Mistrzostwa Świata. Konkurencja par |
| Rok                                 | Miejsce                             | Zawody                              | Kategoria                           | Partner                             | Pozycja                             |
| ----------------------------------- | ----------------------------------- | ----------------------------------- | ----------------------------------- | ----------------------------------- | ----------------------------------- |
| 1994                                | Albuquerque                         | 9. Mistrzostwa Świata               | Seniorzy                            | Krzysztof Gwis                      | 18                                  |

### Zawody europejskie
W europejskich zawodach zdobył następujące lokaty:
| Zawody europejskie. Konkurencja teamów | Zawody europejskie. Konkurencja teamów | Zawody europejskie. Konkurencja teamów   | Zawody europejskie. Konkurencja teamów | Zawody europejskie. Konkurencja teamów | Zawody europejskie. Konkurencja teamów |
| Rok                                    | Miejsce                                | Zawody                                   | Kategoria                              | Drużyna                                | Pozycja                                |
| -------------------------------------- | -------------------------------------- | ---------------------------------------- | -------------------------------------- | -------------------------------------- | -------------------------------------- |
| 1997                                   | Montecatini                            | 43. Mistrzostwa Europy Teamów            | Seniorzy                               | Poland B                               | 2                                      |
| 1995                                   | Vilamoura                              | 42. Mistrzostwa Europy Teamów            | Seniorzy                               | Poland                                 | 1                                      |
| 1990                                   | Bordeaux                               | 1. Mistrzostwa Europy Mikstów            | Miksty                                 | Krogulska                              | 42                                     |
| 1983                                   | Wiesbaden                              | 36. Mistrzostwa Europy Teamów            | Open                                   | Poland                                 | 10                                     |
| 1979                                   | Lozanna                                | 34. Mistrzostwa Europy Teamów            | Open                                   | Poland                                 | 7                                      |
| 1975                                   | Brighton                               | 32. Mistrzostwa Europy Teamów            | Open                                   | Poland                                 | 4                                      |
| 1973                                   | Ostenda                                | 30. Mistrzostwa Europy Teamów            | Open                                   | Poland                                 | 3                                      |
| 1971                                   | Ateny                                  | 29. Mistrzostwa Europy Teamów            | Open                                   | Poland                                 | 5                                      |
| 1969                                   | Oslo                                   | 27. Mistrzostwa Europy Teamów            | Open                                   | Poland                                 | 8                                      |
| 1968                                   | Praga                                  | 1. Młodzieżowe Mistrzostwa Europy Teamów | Juniorzy                               | Poland                                 | 4                                      |

| Zawody europejskie. Konkurencja par | Zawody europejskie. Konkurencja par | Zawody europejskie. Konkurencja par | Zawody europejskie. Konkurencja par | Zawody europejskie. Konkurencja par | Zawody europejskie. Konkurencja par |
| Rok                                 | Miejsce                             | Zawody                              | Kategoria                           | Partner                             | Pozycja                             |
| ----------------------------------- | ----------------------------------- | ----------------------------------- | ----------------------------------- | ----------------------------------- | ----------------------------------- |
| 2001                                | Sorento                             | 11. Mistrzostwa Europy Par          | Seniorzy                            | Wiesław Sycz                        | 29                                  |
| 1999                                | Warszawa                            | 10. Mistrzostwa Europy Par          | Seniorzy                            | Wiesław Sycz                        | 16                                  |
| 1997                                | Haga                                | 9. Mistrzostwa Europy Par           | Seniorzy                            | Krzysztof Gwis                      | 5                                   |
| 1996                                | Monte Carlo                         | 4. Mistrzostwa Europy Mikstów       | Mikst                               | Mirosława Siwek                     | 32                                  |
| 1995                                | Rzym                                | 8. Mistrzostwa Europy Par           | Seniorzy                            | Krzysztof Gwis                      | 21                                  |
| 1993                                | Bielefeld                           | 7. Mistrzostwa Europy Par           | Open                                | Krzysztof Gwis                      | 7                                   |
| 1990                                | Bordeaux                            | 1. Mistrzostwa Europy Mikstów       | Mikst                               | Jolanta Krogulska                   | 193                                 |
| 1987                                | Paryż                               | 4. Mistrzostwa Europy Par           | Open                                | Roman Krzemień                      | 197                                 |

### Inne zawody
W innych zawodach zdobył następujące lokaty:
| Inne zawody. Konkurencja indywidualna | Inne zawody. Konkurencja indywidualna | Inne zawody. Konkurencja indywidualna | Inne zawody. Konkurencja indywidualna | Inne zawody. Konkurencja indywidualna | Inne zawody. Konkurencja indywidualna |
| Rok                                   | Miejsce                               | Zawody                                | Kategoria                             | Pozycja                               |                                       |
| ------------------------------------- | ------------------------------------- | ------------------------------------- | ------------------------------------- | ------------------------------------- | ------------------------------------- |
| 1979/80                               |                                       | Puchar Europy "Philp Morris". 1979/80 | Open                                  | 1                                     |                                       |
| 1978/79                               |                                       | Puchar Europy "Philp Morris". 1978/79 | Open                                  | 2                                     |                                       |